# Rübeland

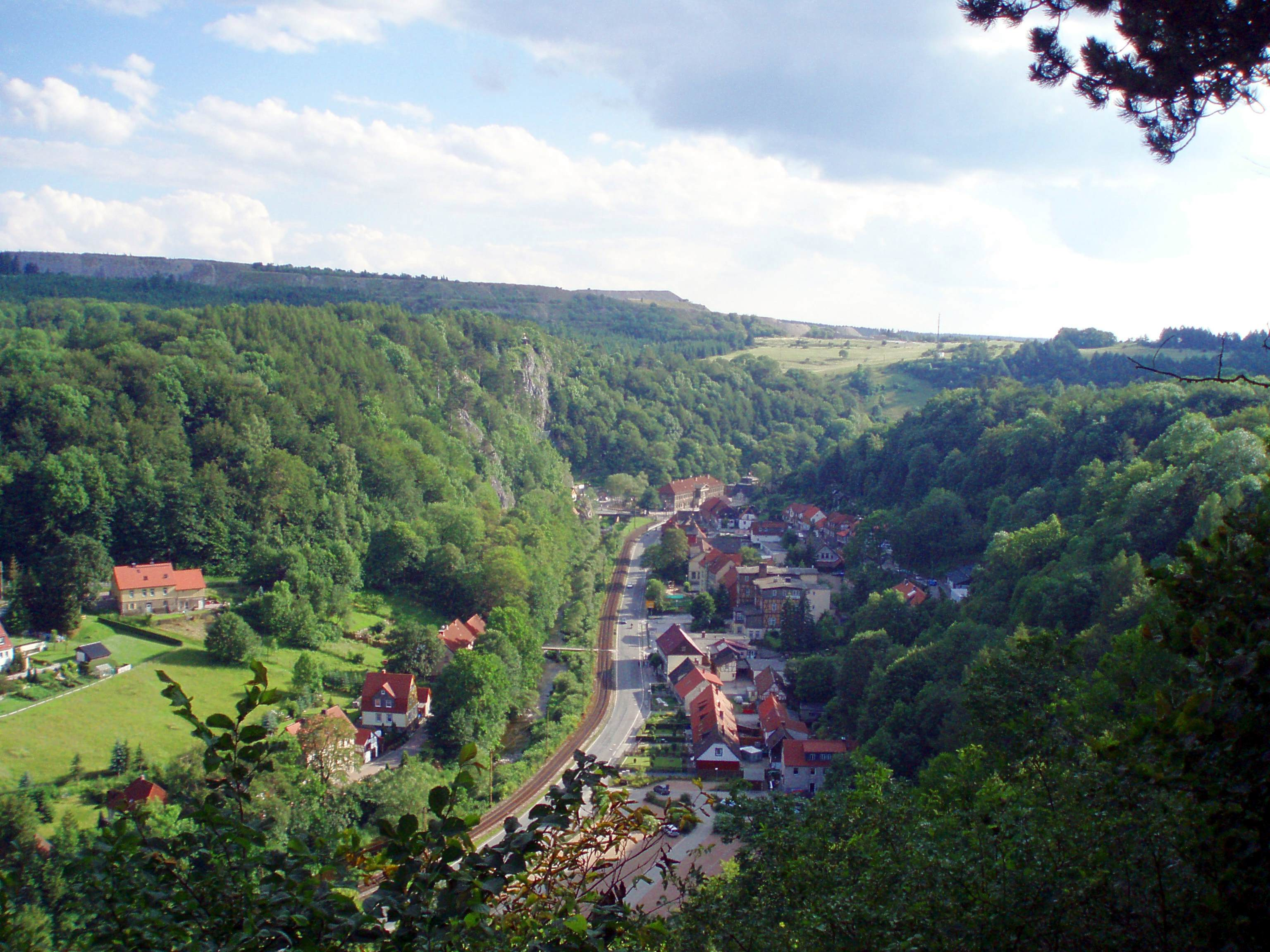
Zicht vanaf de Schornsteinberg op de plaats

Rübeland is een plaats en voormalige gemeente in de Duitse deelstaat Saksen-Anhalt, en maakt deel uit van de gemeente Oberharz am Brocken in de Landkreis Harz.
Rübeland telt 1.610 inwoners.

## Verkeer

### Weg
Rübeland ligt aan de Bundesstraße 27.

### Spoorwegen
Rübeland ligt aan de Rübelandbahn, de spoorlijn tussen Blankenburg en Tanne.

## Bezienswaardigheden
- De Dorpskerk Rübeland.
- De Baumanns- en Hermannsgrot met druipsteenformaties en voor Duitsland unieke gesteenten.